# Damernas tvåa utan styrman i rodd vid olympiska sommarspelen 1988
Damernas tvåa utan styrman i rodd vid olympiska sommarspelen 1988 avgjordes mellan den 19 och 24 september 1988.

## Medaljörer
| Gren              | Guld                               | Silver                                    | Brons                                |
| Tvåa utan styrman | Rodica Arba och Olga Homeghi (ROU) | Radka Stojanova och Lalka Berberova (BUL) | Nicola Payne och Lynley Hannen (NZL) |

## Resultat

### Final
| Placering | Roddare                              | Land          | Tid     |
| --------- | ------------------------------------ | ------------- | ------- |
| 1         | Rodica Arba och Olga Homeghi         | Rumänien      | 7:28,13 |
| 2         | Radka Stojanova och Lalka Berberova  | Bulgarien     | 7:31,95 |
| 3         | Nicola Payne och Lynley Hannen       | Nya Zeeland   | 7:35,68 |
| 4         | Kerstin Spittler och Katrin Schröder | Östtyskland   | 7:40,47 |
| 5         | Sarmīte Stone och Marina Smorodina   | Sovjetunionen | 7:53,19 |
| 6         | Barbara Kirch och Mara Keggi         | USA           | 7:56,27 |